# Musikåret 1855

## Händelser
- 17 februari – Franz Liszt framför sin Pianokonsert nr 1 med Hector Berlioz som dirigent.
- 27 november – Johannes Brahms Pianotrio nr 1 uruppförs i New York. Det är första gången Brahms musik framförs i USA.
- 3 december – Pianotrio i g moll av Bedřich Smetana uruppförs i Prag.

## Födda
- 20 januari – Ernest Chausson, fransk tonsättare.
- 21 april – Heinrich Grünfeld, österrikisk cellist och musikpedagog.
- 9 maj – Julius Röntgen, tysk tonsättare.
- 11 maj – Anatolij Ljadov, rysk tonsättare och dirigent.
- 22 oktober – Arthur Nikisch, ungersk dirigent.
- 11 december – Julian Edwards, brittisk kompositör.
- 26 december – Arnold Mendelssohn, tysk kompositör.

## Avlidna
- 15 februari – Emilia Uggla, 35, svensk konsertpianist och vokalist.
- 27 februari – Louis Lambillotte, 58, belgisk musiker och tonsättare.
- 12 april – Pedro Albéniz, 59, spansk pianist och tonsättare.
- 30 april – Henry Rowley Bishop, 67, brittisk tonsättare och dirigent.